# Il trionfo dell'onore
Il trionfo dell'onore, o Il dissoluto pentito (« Le Triomphe de l'honneur, ou Le Dissolu repentant »), est une commedia en trois actes du compositeur italien Alessandro Scarlatti, sur un livret de Francesco Antonio Tullio. La création a lieu au Teatro dei Fiorentini de Naples, le 26 novembre 1718, trois ans après Tigrane. C'est le seul opéra de Scarlatti dans le genre commedia connu, et aussi le premier ouvrage écrit en italien présenté au théâtre dei Fiorentini, temple du genre buffa en napolitain. Le compositeur dédie sa partition à Barbara d'Erbestein, vice-reine de Naples.
Roland de Candé conclut sa présentation avec ces mots : « Cette partition a une grâce et une vitalité rares. Chaque page nous évoque une page célèbre de Mozart ou de Rossini : les airs douloureux ou passionnés de Leonora, l'enjouement primesautier de Rosina, les délicieux ensembles et surtout les dialogues en recitativo seco de Riccardo et Rodimarte, qui font irrésistiblement penser à ceux de don Giovanni et de Leporello... soixante-dix ans plus tard. C'est de la ravissante musique et de l'excellent théâtre. »
Après un succès extraordinaire auprès du public et dix-huit représentations, l'œuvre a disparu du répertoire jusque dans les années 1930. L'opéra est représenté à Loughton, en Angleterre, le 23 juillet 1937, puis à Londres l'année suivante, et en 1951 dans une adaptation anglaise de Geoffrey Dunn (The Triumph of Virtue). En Italie, il est monté à Sienne le 18 septembre 1940 par Virgilio Mortari, « dans une version radicalement modifiée » dirigée par Antonio Guarnieri. En 1950, Carlo Maria Giulini le donne à Milan. Suivent Genève (1977 et 1993), Rome (1984 et 1986), l'Allemagne (1985, festival de Schwetzingen et 1999, 2000 et 2001, festival Haendel de Karlsruhe), Paris (1987, par René Clemencic), Bruxelles (1994 et 1995), Caen (1995), Palerme (2001, Fabio Biondi, avec la partition préparée par Malcolm Boyd) et Lucerne (2011). Le Festival de la vallée d'Itria, dans le sud de l'Italie, le reprend en 2018 dans une révision préparée et dirigée par Jacopo Raffaele, pour le 300e anniversaire de sa création,,.

## Rôles
| Rôle                                                        | Type de voix          | Distribution à la création |
| ----------------------------------------------------------- | --------------------- | -------------------------- |
| Riccardo Albenori jeune homme dissolu                       | soprano (en travesti) | Caterina Testi             |
| Leonora Dorini fiancée de Riccardo                          | contralto             | Pétronille Micheli         |
| Erminio frère de Leonora                                    | soprano castrat       | Biagio Stabile             |
| Doralice Rosetti fiancée d'Erminio, mais éprise de Riccardo | soprano               | Costanza Posterla          |
| Flaminio Castravacca oncle de Riccardo                      | ténor                 | (inconnu)                  |
| Cornelia Buffacci tante de Doralice                         | ténor (en travesti)   | Simone De Falco            |
| Rosina Caruccia servante de Cornélia                        | contralto             | Marianna Monti             |
| Capitan Rodimarte Bombarda ami de Riccardo                  | basse                 | Giacomo D'Ambrosio         |

## Synopsis
L'action se tient dans les environs de Pise au XVe siècle.

### Acte premier
Ricardo Albenori, jeune homme libertin et son ami, le soldat Rodimarte Bombarda, arrivent à Pise, après s'être échappé de Lucques, où ils ont eu des problèmes avec la loi. À Lucques, Riccardo avait séduit Leonora Dorini, avant de la rejeter, en faveur de Doralice Rossetti... Leonora se réfugie avec Cornelia Buffacci, chez la tante de Doralice. Doralice, elle aussi est toujours à la poursuite de Riccardo, qui parvient à la convaincre qu'il l'aime.

### Acte deux
Erminio, le frère de Leonora qui aime Doralice, arrive à Pise. Leonora lui raconte comment, Riccardo, l'ami d'Erminio, la séduite. Il jure de se venger. Leonora et Doralice querelle à propos de Riccardo.

### Acte trois
Riccardo prévoit de s'enfuir avec Doralice, mais Erminio le trouve et le provoque en duel. Riccardo est blessé, se repent de sa vie dissolue et accepte la main de Leonora.

## Enregistrement
Ornella Rovero, soprano (Cornelia) ; Rossana Zerbini, soprano (Doralice) ; Eugenia Zareska, mezzo-soprano (Rosina) ; Amalia Pini, mezzo-soprano (Leonora) ; Amedeo Berdini, ténor (Ricardo) ; Afro Poli, baryton (Capitan) ; Mario Borriello, baryton (Erminio) ; Orchestre de la RAI de Milan, dir. Carlo Maria Giulini (17 septembre 1950, 2CD Fonit Cetra/Warner 5050466-2906-2 / Profil-Hännsler) (OCLC 1021886135 et 962422078)
Le Dictionnaire des disques de Diapason est enthousiaste pour cet enregistrement de Giulini qui « a su découvrir […] les beautés de cet opéra incroyablement moderne par la variété expressive des airs et des récits, qui annoncent parfois Mozart ».

## Sources
- (en) Edward J. Dent, Alessandro Scarlatti : his life and works, Londres, E. Arnold, 1960 (1re éd. 1905), 259 p. (lire en ligne), p. 142 sqq.
- (en) Charles H. Parsons (éd.), Opera Premieres: Index of Casts v.2. 1992: Edwin Mellen Press Ltd, New York.  (ISBN 0-88946-413-8)
- (en) The Viking Opera Guide éd. Amanda Holden (Viking, 1993)
- Laffont – Bompiani, Le Nouveau dictionnaire des œuvres de tous les temps et de tous les pays, t. 6 : S–Z, Paris, Robert Laffont, coll. « Bouquins », 1994 (réimpr. 1999, 2007), 2e éd. (1re éd. 1980), xxxi-7682 (ISBN 2-221-06887-4, OCLC 1040804733), « Triomphe de l'honneur (le) [Il trionfo dell'onore] », p. 7284–7285.
- Roland de Candé, Les chefs-d'œuvre classiques de la musique, Paris, Seuil, 2000, 802 p. (ISBN 2-02-039863-X, OCLC 46473027, BNF 37105991)
- (it) Gherardo Casaglia, Almanac, 2005
- (it) Marina Vaccarini, Trionfo dell'onore, Il, dans Gelli, Piero & Poletti, Filippo (éds.) Dizionario dell'Opera 2008, Milan, Baldini Castoldi Dalai, 2007, p. 1311–1312.  (ISBN 978-88-6073-184-5) [lire en ligne]
- Il trionfo dell'onore sur opéra baroque